# Vítězslav Černý
Vítězslav Černý (1. července 1922 Praha – 4. srpna 1986 Praha) byl český filmový a televizní herec. Zde ztvárňoval epizodní role, zejména komické, k nimž jej předurčovala jeho silná postava a baculatá, jako pořád udivená tvář. Jeho obhroublý, ale dobrácký hlas ho přímo pasoval do rolí spojených s hospodou a pitím nebo milovníkům dobrého jídla.

## Život
Často byl označován za příbuzného herce Františka Černého, člena Osvobozeného divadla, pro podobnost postavou a částečně i vystupováním. Nebylo tomu tak. Jen shoda příjmení.
Přátelil se a kamarádil se spoustou herců. Byl oblíbeným společníkem a bavičem. Přátelé mu dali přezdívku Bimbo.

## Filmografie

### Film
- 1948 Hostinec U kamenného stolu – role: host v divadle
- 1956 Zlatý pavouk
- 1956 Hrátky s čertem
- 1957 Štěňata
- 1957 Snadný život
- 1957 Florenc 13:30 – role: hostinský restaurace Zastávka
- 1958 Tři přání – role: pan v autobuse
- 1959 Probuzení – role: muž v bufetu
- 1968 Rakev ve snu viděti – role: příslušník VB
- 1969 Přehlídce velím já! – role: pošťák s telegramem
- 1976 Zítra to roztočíme, drahoušku…! – role: šéf stěhováků
- 1978 Já už budu hodný, dědečku! – role: tlustý pan u telefonní budky
- 1979 Pan Vok odchází – role: pan Popel z Lobkowicz
- 1981 Buldoci a třešně – role: sluha s kočkou
- 1982 Příště budeme chytřejší, staroušku! – role: prodavač losů

### Televize
- 1959 Rodina Bláhova (TV seriál)
- 1963 Mezi námi zloději – role: tlustý pán ve vlaku
- 1966 Eliška a její rod (TV seriál) (2. díl: Podnájemník)
- 1967 Soudce Stokroč (TV seriál)
- 1967 Píseň pro Rudolfa III. (TV seriál) (1. díl: Křeslo, 2. díl: Muž v redingotu, 3. díl: Miss Diorling, 5. díl: Loupež století)
- 1968 Pražský Sherlock Holmes (TV seriál) – role: pivař Lacina
- 1968 Píseň pro Rudolfa III. (TV seriál) (7. díl: Hrabě Monte Christo, 8. díl: Betlém)
- 1971 Taková normální rodinka (TV seriál) – role: vedoucí stěhováků (3. díl)
- 1973 Bližní na tapetě (TV cyklus mikrokomedií Malé justiční omyly) – role: vedoucí sběrny (12. příběh: Šprýmař)
- 1973 Kabaret U dobré pohody č. 1 (TV cyklus) – role: zahradník ve scénce o lordech
- 1974 Kabaret U dobré pohody č. 5 (TV cyklus) – role: nosič dřeva kulisy v písni Jaroslava Štercla „Lidi já mám smůlu“
- 1974 Kabaret U dobré pohody č. 7 (TV cyklus) – role: speditér v hospodě rybářů
- 1975 Chalupáři (TV seriál) – role: pan na benzínové pumpě (2. díl)
- 1977 Na rohu kousek od metra (TV komedie) – role: saniťák Ludva
- 1977 Což takhle dát si špenát (TV komedie) – role: velmi tlustý host restaurace s ulítávajícím knoflíkem
- 1977 Žena za pultem (TV seriál) – role: závozník s vánoční kolekce (10. díl)
- 1978 Stříbrná pila ( TV seriál) – role pivaře (2. díl)
- 1983 Propast (TV film)
- 1984 Rozpaky kuchaře Svatopluka kuřátka (TV seriál) – role: vrátného (10.–13. díl)